# Liste des films soviétiques sortis en 1962
Cet article présente une liste de films produits en Union soviétique en 1962.

## 1962
Les titres en français sont en grande majorité des traductions et non les titres attribués par les distributeurs dans les pays francophones.
Pour le classement annuel, la liste des titres a été établie en se basant sur les répertoires des pages Wikipédia en russe documentées par Longs métrages soviétiques. Catalogue annoté complétées par les listes des sites «kino-teatr» et «kinopoisk» d'où le nombre important de films que l'on trouve dans les références.
Pour les titres où l'on manque de précisions, seule l'année est indiquée : année de réalisation, année de sortie ou les deux ?. Bien que cela puisse paraître superflu, 1962 est inscrit pour chacun de ces titres pour montrer que la vérification a été faite.
On remarque que, la plupart du temps, il n'y a pas de première pour les courts métrages ainsi que pour les dessins animés et les documentaires de courte durée.
| Titre                                                                                            | Titre original                                                                  | date de sortie                                        | Réalisateur |
| ------------------------------------------------------------------------------------------------ | ------------------------------------------------------------------------------- | ----------------------------------------------------- | --- |
| L'Académicien d'Ascania (Ascania-Nova)                                                           | ru:Академик из Аскании                                                          | 19 mars 1962                                          | Vladimir Ivanovitch Guerassimov (ru)                                                                                                  |
| À la recherche du soleil                                                                         | ru:Человек идёт за солнцем                                                      | février 1962 à Chișinău                               | Mikhaïl Kalik |
| Alaverdoba (film)                                                                                | ru:Алавердоба (фильм)                                                           | 22 juillet 1962 à Tbilissi                            | Gueorgui Chenguelaia |
| Alionka (film)                                                                                   | ru:Алёнка (фильм)                                                               | 22 mars 1962                                          | Boris Barnet |
| L'Ancien minuteur (film, 1961)                                                                   | ru:Старожил (фильм)                                                             | 12 avril 1962                                         | Iskander Khamrayev |
| Anneaux de gloire                                                                                | ru:Кольца славы                                                                 | 20 aout 1962 à Moscou                                 | Iouri Aramansovitch Ierzinkian (ru)                                                                                                   |
| Année bissextile (film, 1961)                                                                    | ru:Високосный год                                                               | 8 février 1962                                        | Anatoli Efros |
| L'Artiste de Kokhanovka                                                                          | ru:Артист из Кохановки                                                          | 13 janvier 1962                                       | Grigori Iossifovitch Lipchits (ru) |
| Astérisque film à sketches avec Pilipko, Sonate de Kiev et Les capitaines ne sont pas en retard) | ru:Звёздочка (киноальманах) (Пилипко, Киевская соната и Капитаны не опаздывают) | 1962                                                  | réalisés respectivement par Nikolaï Matveïevitch Sergueïev, Anton Grigorievitch Timonichine (ru) et NikolaÏ Nikolaïevitch Chevtchenko |
| Au bord du ravin abrupt                                                                          | ru:У крутого яра                                                                | 8 aout 1962                                           | Kira Mouratova et Aleksandr Igorevitch Mouratov (ru)                                                                                  |
| Les Aventures de Kroch                                                                           | ru:Приключения Кроша (фильм)                                                    | 14 avril 1962                                         | Guenrikh Oganessian |
| Bain (dessin animé)                                                                              | ru:Баня (мультфильм)                                                            | 14 aout 1962                                          | Anatoli Gueorguievitch Karanovitch (ru) et Sergueï Ioutkevitch                                                                        |
| La Ballade du hussard                                                                            | ru:Гусарская баллада                                                            | 7 septembre 1962                                      | Eldar Riazanov |
| Ballon et terrain                                                                                | ru:Мяч и поле (фильм,1961)                                                      | 20 aout 1962                                          | Karaman Gueorguievitch Mgueladze (ru)                                                                                                 |
| La Barrière de l'inconnu                                                                         | ru:Барьер неизвестности                                                         | 29 mars 1962                                          | Nikita Fiodorovitch Kourikhine (ru)                                                                                                   |
| Battez, tambourinez !                                                                            | ru:Бей, барабан!                                                                | 20 mai 1962                                           | Alekseï Aleksandrovitch Saltykov |
| Bonjour les enfants !                                                                            | ru:Здравствуйте, дети!                                                          | 27 mai 1962                                           | Marc Donskoï |
| Capitaines du lagon bleu (film)                                                                  | ru:Капитаны голубой лагуны (фильм)                                              | 30 décembre 1962                                      | Aleksandr Dmitrievitch Kourotchkine (ru) et Arkadi Nikolaïevitch Tolbouzine (ru)                                                      |
| Les capitaines ne sont pas en retard sketch. Voir Astérisque (film, 1962)                        | ru:Капитаны не опаздывают                                                       | 1962                                                  | NikolaÏ Nikolaïevitch Chevtchenko |
| Le Cas de l'artiste                                                                              | ru:Случай с художником                                                          | 1962                                                  | Grigori Mitrofanovitch Kozlov (ru) |
| Championnat individuel (film)                                                                    | ru:Личное первенство (фильм)                                                    | 29 avril 1962 à la télévision                         | Ielena Anatolievna Skatchko |
| Le Chemin vers le quai                                                                           | ru:Путь к причалу                                                               | 10 septembre 1962                                     | Gueorgui Danielia |
| Cloches blanches                                                                                 | ru:Белые колокольчики                                                           | 12 février 1962                                       | Ivar Kraoulitis |
| Collègues (film)                                                                                 | ru:Коллеги (фильм)                                                              | 18 décembre 1962                                      | Alekseï Nikolaïevitch Sakharov (ru)                                                                                                   |
| Comment est né le toast                                                                          | ru:Как рождаются тосты                                                          | décembre 1962 à la télévision                         | Andreï Toutychkine |
| Compagnons (film, 1962) Film à sketches avec Compagnons, La Jeune Fille à la poupée et La Boxe   | ru:Компаньерос (Фильм,1962)                                                     | 10 décembre 1962                                      | Aleksandr Ivanovitch Milioukov, Iouri Sergueïevitch Romanovski et Mikhaïl Ivanovitch Terechtchenko                                    |
| Le Concert (film, 1962)                                                                          | ru:Концерт (Фильм, 1962)                                                        | 1962                                                  | Boris Abramovitch Skopets |
| Confessions (film, 1962)                                                                         | ru:Исповедь (фильм, 1962)                                                       | 20 aout 1962                                          | Vsevolod Ivanovitch Voronine |
| Congé à terre                                                                                    | ru:Увольнение на берег (фильм)                                                  | 18 juin 1962                                          | Feliks Iefimovitch Mironer (ru) |
| Cosmonaute n°...                                                                                 | ru:Космонавт №... (фильм, 1961)                                                 | 23 janvier 1962                                       | Tamara Lissitsian |
| Dans le monde de la danse                                                                        | ru:В мире танца                                                                 | 1er mars 1962                                         | Fakhri Ismaïl Ogly Moustafaïev et Roman Tikhomirov                                                                                    |
| La Débâcle (film, 1962)                                                                          | ru:Ледоход (Фильм, 1962)                                                        | 16 juillet 1962 à Tallinn                             | Kalio Karlovitch Kiïsk (ru) |
| Des pas dans la nuit                                                                             | ru:Шаги в ночи                                                                  | 6 décembre 1962 à Vilnius                             | Raimondas Vabalas |
| Deux contes                                                                                      | ru:Две сказки                                                                   | 1962                                                  | Leonid Alekseïevitch Amalrik (ru) |
| Deux illustrations                                                                               | ru:Две иллюстрации                                                              | 1962 en Estonie                                       | Ielbert Azguireïevitch Touganov (ru)                                                                                                  |
| Dindes (film, 1958)                                                                              | ru:Индюки (фильм, 1958)                                                         | 18 septembre 1962                                     | Vitaoutas Petrovitch Mikalaouskas |
| Dîner (film)                                                                                     | ru:Званый ужин (фильм)                                                          | 20 aout 1962                                          | Fridrikh Ermler |
| Le Dingo un chien sauvage                                                                        | ru:Дикая собака динго                                                           | 15 octobre 1962                                       | Youli Karassik |
| Dix mille garçons                                                                                | ru:10000 мальчиков                                                              | 24 mars 1962                                          | Boris Alekseïevitch Bouneïev (ru) et Yoshiko Okada                                                                                    |
| Dmitro Goritsvit                                                                                 | ru:Дмитро Горицвит                                                              | 26 février 1962                                       | Nikolaï Konstantinovitch Makarenko (ru)                                                                                               |
| La Douzaine du diable                                                                            | ru:Чёртова дюжина (фильм, 1961)                                                 | janvier 1962 à Riga                                   | Pāvels Armands |
| Douze satellites                                                                                 | ru:Двенадцать спутников                                                         | 31 juillet 1962 à Erevan                              | Ierazm Aleksandrovich Karamian (ru)                                                                                                   |
| Du soir au matin                                                                                 | ru:С вечера до утра                                                             | 14 octobre 1962 à Tallinn                             | Leïda Rikhardovna Laïous (ru) |
| Les eaux montent                                                                                 | ru:Воды поднимаются                                                             | 1962                                                  | Nikita Gueorguievitch Akopian |
| L'Enfance d'Ivan                                                                                 | ru:Иваново детство                                                              | 6 avril 1962 à Moscou                                 | Andreï Tarkovski |
| Enfants du Pamir                                                                                 | ru:Дети Памира                                                                  | décembre 1962 à Douchanbé                             | Vladimir Motyl |
| Etapes (film, 1962)                                                                              | ru:Шаги (фильм, 1962)                                                           | 1er janvier 1962                                      | Jiraïr Grigorievitch Avetissian |
| L'Eté dernier (film, 1962)                                                                       | ru:Прошлым летом (фильм, 1962)                                                  | 30 novembre 1962                                      | Viktor Tregoubovitch |
| Et si c'était l'amour ?                                                                          | ru:А если это любовь?                                                           | 19 mars 1962                                          | Youli Raizman |
| Extraterrestres (film, 1961)                                                                     | ru:Чужие (фильм, 1961)                                                          | 20 juillet 1962                                       | Mariïonas Vintsovitch Guedris (ru) |
| Les Fabricants de gnole                                                                          | ru:Самогонщики                                                                  | 8 janvier 1962                                        | Leonid Gaïdaï |
| La fille dont j'étais l'ami                                                                      | ru:Девчонка, с которой я дружил                                                 | 22 avril 1962                                         | Nikolaï Ivanovitch Lebedev (ru) |
| Les Filles (film, 1961)                                                                          | ru:Девчата (фильм)                                                              | 7 mars 1962                                           | Iouri Tchoulioukine |
| La Fourmi fanfaronne                                                                             | ru:Муравьишка-хвастунишка                                                       | 28 décembre 1962 en République démocratique allemande | Vladimir Polkovnikov |
| Les Frères Komarov                                                                               | ru:Братья Комаровы                                                              | 27 aout 1962                                          | Anatoli Timofeïevitch Vekhotko (ru)                                                                                                   |
| Fusion (film)                                                                                    | ru:Сплав (фильм)                                                                | 12 février 1962                                       | Aleksandr Iakovlevitch Karpov (ru) |
| Le Garçon avec des patins                                                                        | ru:Мальчик с коньками                                                           | 24 juin 1962                                          | Sergueï Vassilievitch Guippious (ru)                                                                                                  |
| Garçons d'un village                                                                             | ru:Парни одной деревни                                                          | 19 février 1962 à Tallinn                             | Iouri Ioukhanovitch Miouïr (ru) |
| La Grande Dépendance                                                                             | ru:Великая опора (фильм)                                                        | 16 décembre 1962 (diffusion restreinte)               | Abib Akper Ogly Ismaïlov (ru) |
| Histoire céleste                                                                                 | ru:Небесная история                                                             | 1962                                                  | Iouri Aleksandrovitch Prytkov (ru) et Vitold Ianovitch Bordzilovski (ru)                                                              |
| Histoire de Washington (télévision)                                                              | ru:Вашингтонская история (фильм-спектакль)                                      | 1962                                                  | Isidore Annenski |
| L'Histoire d'un crime (film)                                                                     | ru:История одного преступления (мультфильм)                                     | 1er janvier 1962                                      | Fiodor Khitrouk |
| Hommes et bêtes                                                                                  | ru:Люди и звери                                                                 | 7 juillet 1962                                        | Sergueï Guerassimov |
| L'Horizon (film, 1961)                                                                           | ru:Горизонт (фильм, 1961)                                                       | 7 mars 1962                                           | Iossif Kheifitz |
| Inexpérimenté (film, 1962)                                                                       | ru:Молодо-зелено                                                                | 13 novembre 1962                                      | Konstantine Naoumovitch Voïnov (ru)                                                                                                   |
| Jamais (film)                                                                                    | ru:Никогда (фильм)                                                              | 30 novembre 1962                                      | Vladimir Petrovitch Diatchenko et Piotr Todorovski                                                                                    |
| Jardin miraculeux (dessin animé)                                                                 | ru:Чудесный сад (мультфильм)                                                    | 1962                                                  | Alexandra Snejko-Blotskaïa |
| Je vais danser                                                                                   | ru:Я буду танцевать                                                             | 2 décembre 1962 (diffusion restreinte)                | Tofiq Taghizadeh |
| Le Jour de ses 30 ans                                                                            | ru:День, когда исполняется 30 лет                                               | 29 mars 1962                                          | Valentine Nikolaïevitch Vinogradov (ru)                                                                                               |
| Jour sans soir                                                                                   | ru:День без вечера                                                              | 19 novembre 1962 à Riga                               | Maris Karlovitch Roudzitis (ru) |
| Joyeuses Histoires (film, 1962)                                                                  | ru:Весёлые истории (фильм, 1962)                                                | 22 mai 1962                                           | Veniamine Dorman |
| Joyeux anniversaire (film, 1961)                                                                 | ru:С днём рождения (фильм, 1961)                                                | 17 septembre 1962                                     | Metchislava Zdislavovna Maïevskaïa (ru) et Alekseï Semionovitch Maslioukov (ru)                                                       |
| Jugement (film, 1962)                                                                            | ru:Суд (фильм, 1962)                                                            | 12 juillet 1962                                       | Aïda Ivanovna Manassarova (ru) etVladimir Nikolaïevitch Skouïbine (ru)                                                                |
| Loup gris                                                                                        | ru:Серый волк (фильм)                                                           | 3 octobre 1962 à Moscou                               | Tamara Arkadievna Rodionova |
| Luciole n° 2                                                                                     | ru:Светлячок № 2                                                                | 1962                                                  | Piotr Nikolaïevitch Nossov (ru) |
| Ma joie (film, 1961)                                                                             | ru:Радость моя (фильм, 1961)                                                    | 3 septembre 1962                                      | Nikolaï Machtchenko et Igor Aleksandrovitch Vetrov (ru)                                                                               |
| La Mariée rejetée                                                                                | ru:Отвергнутая невеста                                                          | 21 mai 1962                                           | Yoʻldosh Aʼzamov |
| Moi, grand-mère, Iliko et Illarion                                                               | ru:Я, бабушка, Илико и Илларион (фильм)                                         | 1er décembre 1962                                     | Tenguiz Abouladzé |
| Mon garçon                                                                                       | ru:Мальчик мой!                                                                 | 28 mars 1962                                          | Emir Ibraguimovitch Faïk (ru) |
| Monnaie (téléfilm)                                                                               | ru:Монета (фильм)                                                               | 25 novembre 1962 à la télévision                      | Alexandre Alov et Vladimir Naoumov |
| Mon petit frère                                                                                  | ru:Мой младший брат                                                             | 20 aout 1962                                          | Alexandre Zarkhi |
| La Mouette noire                                                                                 | ru:Чёрная чайка                                                                 | 26 juillet 1962                                       | Grigori Koltounov |
| Mozart et Salieri (film)                                                                         | ru:Моцарт и Сальери (фильм)                                                     | 19 novembre 1962                                      | Vladimir Mikhaïlovitch Gorikker (ru)                                                                                                  |
| Neuf Jours d'une année                                                                           | ru:Девять дней одного года                                                      | 5 mars 1962                                           | Mikhaïl Romm |
| Notre ami commun                                                                                 | ru:Наш общий друг (фильм)                                                       | 12 mars 1962                                          | Ivan Pyriev |
| Nous t'aimons                                                                                    | ru:Мы вас любим                                                                 | 12 octobre 1962                                       | Iedouard Nikandrovitch Botcharov (ru)                                                                                                 |
| Nouvelle cubaine                                                                                 | ru:Кубинская новелла                                                            | 26 juillet 1962 à la télévision                       | Sergueï Kolossov |
| Nuit sans pitié                                                                                  | ru:Ночь без милосердия                                                          | 17 mars 1962                                          | Alexandre Feinzimmer |
| Ombre (film, 1961)                                                                               | ru:Тень (фильм,1961)                                                            | 6 aout 1962                                           | Leopold Beskodarny |
| Parmi les gens bien                                                                              | ru:Среди добрых людей (фильм)                                                   | 24 novembre 1962                                      | Anatoli Sergueïevitch Boukovski (ru) et Ievgueni Vassilievitch Briountchouguine (ru)                                                  |
| Pas maintenant (dessin animé)                                                                    | ru:Только не сейчас (мультфильм)                                                | 1962                                                  | Boris Pavlovitch Stepantsev et Ievgueni Nikolaïevitch Raïkovski (ru)                                                                  |
| Passager de nuit                                                                                 | ru:Ночной пассажир                                                              | 17 janvier 1962                                       | Manos Zakharias (ru) |
| Pavloukha                                                                                        | ru:Павлуха                                                                      | 24 décembre 1962                                      | Gueorgui Borissovitch Choukine (ru) et Semion Issaïevitch Toumanov (ru)                                                               |
| La Pécheresse (film, 1962)                                                                       | ru:Грешница (Фильм, 1962)                                                       | 15 novembre 1962                                      | Fiodor Ivanovitch Filippov (ru) et Gavriil Eguiazarov                                                                                 |
| Pensées (film, 1961)                                                                             | ru:Раздумья                                                                     | 17 juillet 1962                                       | Tamara Arkadievna Rodionova |
| Petites histoires d'enfants qui...                                                               | ru:Маленькие истории о детях, которые…                                          | 23 mai 1962 à Moscou                                  | Ali Khamraev et Moukadas Makhmoudov (ru)                                                                                              |
| Petit scooter                                                                                    | ru:Маленький мотороллер                                                         | 1962 en Estonie                                       | Kheïno Iaakovitch Pars (ru) |
| Pilipko sketch (voir Astérisque (film, 1962)                                                     | ru:Пилипко                                                                      | 1962                                                  | Nikolaï Matveïevitch Sergueïev |
| La Planète des tempêtes (film, 1962)                                                             | ru:Планета бурь (фильм)                                                         | 14 avril 1962                                         | Pavel Klouchantsev |
| Le Portefeuille de quelqu'un d'autre                                                             | ru:Чужой бумажник                                                               | 8 janvier 1962                                        | Gleb Nikolaïevitch Komarovski (ru) |
| Le Possédé (film, 1982)                                                                          | ru:Одержимые (Фильм, 1962)                                                      | 24 décembre 1962 à Moscou                             | Takhir Moukhtarovitch Sabirov (ru) |
| Premier bal (film)                                                                               | ru:Первый мяч (фильм)                                                           | 6 février 1962                                        | Nikolaï Vassilievitch Rozantsev (ru)                                                                                                  |
| Premiers et seconds couteaux ?                                                                   | ru:Женихи и Ножи                                                                | 1962 à la télévision                                  | Valentine Sergueïevitch Vassiliev |
| Prolétaire volant (dessin animé)                                                                 | ru:Летающий пролетарий (мультфильм)                                             | 1962                                                  | Iossif Iakovlievitch Boïarski (ru) et Ivan Ivanov-Vano                                                                                |
| Quand les arbres étaient grands                                                                  | ru:Когда деревья были большими                                                  | 26 mars 1962                                          | Lev Koulidjanov |
| 49 jours (film, 1962)                                                                            | ru:49 дней (фильм, 1962)                                                        | 15 mars 1962                                          | Guenrikh Saoulovitch Gaba (ru) |
| Quelque part il y a un fils                                                                      | ru:Где-то есть сын                                                              | 11 novembre 1962                                      | Artour Iossifovitch Voïtetski (ru) |
| Qui a dit « miaou » ?                                                                            | ru:Кто сказал «мяу»?                                                            | 1er janvier 1962                                      | Vladimir Dmitrievitch Degtiariov (ru)                                                                                                 |
| Réaction en chaîne (film, 1962)                                                                  | ru:Цепная реакция (фильм, 1962)                                                 | 4 décembre 1962 (diffusion restreinte)                | Ivan Pravov |
| Réflexions (film, 1961)                                                                          | ru:Раздумья (фильм, 1961)                                                       | 17 juillet 1962                                       | Tamara Arkadievna Rodionova |
| Regardez le ciel !                                                                               | ru:Смотрите — небо                                                              | 1er janvier 1962                                      | Elem Klimov |
| Reine, brosse à dents                                                                            | ru:Королева Зубная щётка                                                        | 1er janvier 1962                                      | Nikolaï Petrovitch Fiodorov (ru) |
| Le Ressentiment (dessin animé, 1962)                                                             | ru:Обида (мультфильм, 1962)                                                     | 8 février 1962                                        | Roman Katchanov |
| Résurrection (film, 1960)                                                                        | ru:Воскресение (фильм, 1960)                                                    | 23 mars 1962 (2e partie)                              | Mikhaïl Schweitzer |
| Revenez demain                                                                                   | ru:Приходите завтра…                                                            | 3 décembre 1962                                       | Evgueni Tachkov |
| La Route (film, 1961)                                                                            | ru:Дорога (фильм, 1961)                                                         | 25 juillet 1962 à Moscou                              | Stepan Agabekovitch Kevorkov (ru) |
| Rue du fils cadet                                                                                | ru:Улица младшего сына (фильм)                                                  | 21 mai 1962                                           | Lev Goloub |
| Rue Ladytchouk                                                                                   | ru:Улица Ладычука                                                               | 1962                                                  | Lioudmila Tchepelenko |
| Samodelkine est un athlète                                                                       | ru:Самоделкин-спортсмен                                                         | 4 février 1962                                        | Vakhtang Davidovitch Bakhtadze (ru)                                                                                                   |
| Sauter par dessus l'abîme                                                                        | ru:Прыжок через пропасть                                                        | 30 juillet 1962 à Moscou                              | Levon Guevorkovitch Issaakian (ru) et Iervand Nikolaïevitch Tsatourian                                                                |
| La Seïm déborde                                                                                  | ru:Сейм выходит из берегов                                                      | 23 juillet 1962                                       | Issaak Petrovitch Chmarouk (ru) et Viktor Nikolaïevitch Dobrovolski (ru)                                                              |
| 713 demandes d'atterrissage                                                                      | ru:713-й просит посадку                                                         | 4 avril 1962                                          | Grigori Gueorguievitch Nikouline (ru)                                                                                                 |
| Les Sept Nounous                                                                                 | ru:Семь нянек                                                                   | 4 aout 1962                                           | Rolan Bykov |
| Le Serpent vert (dessin animé)                                                                   | ru:Зелёный змий (мультфильм)                                                    | 1962                                                  | Vladimir Polkovnikov |
| Si chacun de nous                                                                                | ru:Если бы каждый из нас                                                        | 15 janvier 1962                                       | Soultan-Akhmet Khodjaïevitch Khodjikov (ru)                                                                                           |
| Sonate de Kiev sketch (voir Astérisque (film, 1962))                                             | ru:Киевская соната                                                              | 1962                                                  | Anton Grigorievitch Timonichine (ru)                                                                                                  |
| Sous-marin (film, 1961)                                                                          | ru:Подводная лодка (фильм, 1961)                                                | 17 janvier 1962                                       | Iouri Mikhaïlovitch Vychinski (ru) |
| Standardiste (film)                                                                              | ru:Телефонистка (фильм)                                                         | juillet 1962 à Bakou                                  | Hasan Seyidbeyli |
| Sur les sept vents                                                                               | ru:На семи ветрах                                                               | 8 mai 1962                                            | Stanislav Rostotski |
| Tjvjik (Foie de boeuf)                                                                           | ru:Тжвжик (фильм)                                                               | 20 aout 1962 à Moscou                                 | Arman Khristoforovitch Manarian (ru)                                                                                                  |
| Le tout premier                                                                                  | ru:Самые первые                                                                 | 9 avril 1962                                          | Anatoli Mikhaïlovitch Granik (ru) |
| Le Tribunal des fous                                                                             | ru:Суд сумасшедших                                                              | 9 avril 1962                                          | Grigori Rochal |
| Un homme bizarre                                                                                 | ru:Чудак-человек                                                                | 29 octobre 1962                                       | Vladimir Aleksandrovitch Kotchetov (ru)                                                                                               |
| Une chasse incroyable                                                                            | ru:Удивительная охота                                                           | 29 janvier 1962                                       | Boris Doline |
| Une fleur sur la pierre                                                                          | ru:Цветок на камне                                                              | 11 décembre 1962                                      | Sergueï Paradjanov |
| Une histoire banale (dessin animé)                                                               | ru:Банальная история (мультфильм)                                               | 1962                                                  | Iossif Iakovlievitch Boïarski (ru) |
| Une histoire ordinaire (film, 1960)                                                              | ru:Обыкновенная история (фильм, 1960)                                           | 22 octobre 1962                                       | Igor Fedorovitch Zemgano (uk) et Nikolaï Ignatievitch Litous (ru)                                                                     |
| Une histoire presque incroyable                                                                  | ru:Почти невероятная история                                                    | 1962 en Estonie                                       | Ielbert Azguireïevitch Touganov (ru)                                                                                                  |
| Vodianoï                                                                                         | ru:Водяной (фильм)                                                              | 8 janvier 1962                                        | Sergueï Ilytch Sideliov (ru) |
| Voyage d'affaires                                                                                | ru:Командировка (фильм)                                                         | 4 juin 1962                                           | Iouri Egorov |
| Zoumrad                                                                                          | ru:Зумрад                                                                       | 12 avril 1962                                         | Aleksandr Grigorievitch Davidson (ru) et Abdoussalom Rakhimovitch Rakhimov (ru)                                                       |